# Ann Li
Ann Li (ur. 26 czerwca 2000) – amerykańska tenisistka pochodzenia chińskiego, finalistka juniorskiego Wimbledonu 2017 w grze pojedynczej dziewcząt.

## Kariera tenisowa
Dotychczas zwyciężyła w trzech singlowych turniejach rangi ITF. 10 stycznia 2022 roku zajmowała najwyższe miejsce w rankingu singlowym WTA Tour – 44. pozycję, natomiast 6 stycznia 2020 osiągnęła najwyższą pozycję w rankingu deblowym – 369. miejsce.
W lutym 2021 osiągnęła finał zawodów WTA 500 w Melbourne, w którym miała zmierzyć się z Anett Kontaveit, jednakże mecz nie został rozegrany. Obie zawodniczki podzieliły się punktami rankingowymi i nagrodą pieniężną przeznaczoną dla zwyciężczyni. W październiku tego samego roku zwyciężyła w finale turnieju na Teneryfie.

## Finały turniejów WTA
| Legenda                   | Legenda |
| ------------------------- | ------- |
| Wielki Szlem              |         |
| Igrzyska olimpijskie      |         |
| WTA Tour Championships    |         |
| od 2021                   |         |
| WTA 1000 (obowiązkowe)    |         |
| WTA 1000 (nieobowiązkowe) |         |
| WTA 500                   |         |
| WTA 250                   |         |
| WTA 125                   |         |

### Gra pojedyncza 4 (1–3)
| Końcowy wynik     | Nr | Data                 | Turniej   | Nawierzchnia  | Przeciwniczka   | Wynik finału  |
| ----------------- | -- | -------------------- | --------- | ------------- | --------------- | ------------- |
| Nierozstrzygnięte | 1. | 7 lutego 2021        | Melbourne | Twarda        | Anett Kontaveit | nie rozegrano |
| Zwyciężczyni      | 1. | 24 października 2021 | Teneryfa  | Twarda        | Camila Osorio   | 6:1, 6:4      |
| Finalistka        | 2. | 3 listopada 2024     | Mérida    | Twarda        | Zeynep Sönmez   | 2:6, 1:6      |
| Finalistka        | 3. | 2 lutego 2025        | Singapur  | Twarda (hala) | Elise Mertens   | 1:6, 4:6      |

## Finały turniejów WTA 125

### Gra pojedyncza 2 (1–1)
| Końcowy wynik | Nr | Data            | Turniej  | Nawierzchnia | Przeciwniczka    | Wynik finału |
| ------------- | -- | --------------- | -------- | ------------ | ---------------- | ------------ |
| Zwyciężczyni  | 1. | 16 czerwca 2024 | Walencja | Ceglana      | Wiktorija Tomowa | 6:3, 6:4     |
| Finalistka    | 1. | 14 lipca 2024   | Båstad   | Ceglana      | Martina Trevisan | 2:6, 2:6     |

## Finały turniejów ITF
| turnieje z pulą nagród 100 000 $ (W100) |
| turnieje z pulą nagród 80 000 $ (W80)   |
| turnieje z pulą nagród 60 000 $ (W75)   |
| turnieje z pulą nagród 40 000 $ (W50)   |
| turnieje z pulą nagród 25 000 $ (W35)   |
| turnieje z pulą nagród 15 000 $ (W15)   |

### Gra pojedyncza 10 (3–7)
| Rezultat     |    | Data       | Turniej        | ($)     | Naw.    | Przeciwniczka         | Wynik            |
| Zwyciężczyni | 1. | 30/07/2017 | Evansville     | 15 000  | Twarda  | Marcela Zacarías      | 4:6, 6:4, 6:3    |
| Finalistka   | 1. | 05/08/2018 | Lexington      | 60 000  | Twarda  | Asia Muhammad         | 5:7, 1:6         |
| Finalistka   | 2. | 07/04/2019 | Jackson        | 25 000  | Ceglana | Katarzyna Kawa        | 3:6, 2:6         |
| Zwyciężczyni | 2. | 28/04/2019 | Osprey         | 25 000  | Ceglana | Usue Maitane Arconada | 6:3, 7:5         |
| Finalistka   | 3. | 12/05/2019 | Bonita Springs | 100 000 | Ceglana | Lauren Davis          | 5:7, 5:7         |
| Finalistka   | 4. | 04/08/2019 | Lexington      | 60 000  | Twarda  | Kim Da-bin            | 1:6, 3:6         |
| Finalistka   | 5. | 18/08/2019 | Concord        | 60 000  | Twarda  | Caroline Dolehide     | 3:6, 5:7         |
| Zwyciężczyni | 3. | 01/11/2020 | Tyler          | 80 000  | Twarda  | Marta Kostiuk         | 7:5, 1:6, 6:3    |
| Finalistka   | 6. | 07/05/2023 | Bonita Springs | 100 000 | Ceglana | Kayla Day             | 2:6, 2:6         |
| Finalistka   | 7. | 20/10/2024 | Macon          | 100 000 | Twarda  | Anna Blinkowa         | 6:2, 2:6, 6:7(4) |

### Gra podwójna 3 (0–3)
| Rezultat   |    | Data       | Turniej   | ($)     | Naw.          | Partnerka      | Przeciwniczki                     | Wynik                |
| Finalistka | 1. | 02/02/2019 | Midland   | 100 000 | Twarda (hala) | Coco Gauff     | Wolha Hawarcowa Walerija Sawinych | 4:6, 0:6             |
| Finalistka | 2. | 03/08/2019 | Lexington | 60 000  | Twarda        | Jamie Loeb     | Robin Anderson Jessika Ponchet    | 6:7(4), 7:6(5), 7–10 |
| Finalistka | 3. | 10/02/2024 | Irapuato  | 100 000 | Twarda        | Rebecca Marino | Hailey Baptiste Whitney Osuigwe   | 5:7, 4:6             |

## Finały juniorskich turniejów wielkoszlemowych

### Gra pojedyncza (1)
| Końcowy wynik | Rok  | Turniej   | Nawierzchnia | Przeciwniczka | Wynik finału  |
| Finalistka    | 2017 | Wimbledon | Trawiasta    | Claire Liu    | 2:6, 7:5, 2:6 |